# Autoroute 930 (Québec)
Pour les articles homonymes, voir A930.
L'autoroute 930 (A-930) est une autoroute québécoise collectrice de l'A-30 située dans la région de la Montérégie. 
Avec ses 2,5 kilomètres, il s'agit de la plus courte autoroute québécoise. L'A-930 n'a aucun numéro de sortie. 

## Historique
Le numéro 930 a été attribué à cette voie le 7 novembre 2011 lorsque l'A-30 a été prolongée à l'ouest de l'A-15,. Il s'agit en fait d'une ancienne section de l'A-30 située à Candiac dans l'axe de la route 132 venant de Delson et qui croise l'A-15. Cette infrastructure fut ouverte à la circulation en 1996.

## Liste des sorties
| MRC        | Municipalité | km        | Sortie | Destinations | Notes                                           |
| ---------- | ------------ | --------- | ------ | --- | ----------------------------------------------- |
| Roussillon | Candiac      | 0,00      | —      | R-132 ouest – Saint-Constant, Sainte-Catherine                                                                  | Sortie 42 de l'A-15; continue comme R‑132 ouest |
| Roussillon | Candiac      | 0,00      | —      | A-15 / A-30 ouest / R-132 est vers I‑87 – Montréal, La Prairie, New York, Pont Honoré-Mercier, Vaudreuil-Dorion | Sortie 42 de l'A-15; continue comme R‑132 ouest |
| Roussillon | Candiac      | 2,00–2,50 | —      | Boulevard Jean-Leman – Candiac, Saint-Philippe                                                                  |                                                 |
| Roussillon | Candiac      | 2,50      | —      | A-30 est – Sorel-Tracy, Québec                                                                                  | Sortie 58 de l'A-30                             |
|            |              |           |        | |                                                 |